# El Badra
Pour les articles homonymes, voir Badra.
El Badra ( : البذرة qui veut dire en français : La graine), est une série télévisée algérienne, diffusée de 12 septembre 2006 au 7 octobre 2007.

## Synopsis
Omar est riche. Il possède une grande entreprise d'import-export avec son associé. Un jour, il oublie dans un taxi sa mallette qui contient beaucoup d'argent, son passeport, des billets d'avion et des documents bancaires. Il se retrouva dans une situation financière difficile. Il connaîtra ce que cela signifie de vivre une vie de simple citoyen.

## Distribution

### Acteur principaux
- Mohamed El Djaimi : Omar
- Morad Shaabane : Tayeb
- Asma Djermoune : Bouchra
- Nidhal Doja : Farida
- Fatiha Berber : Malika
- Mohamed Nabil : Nabil
- Mustapha Ayad : Said

### Acteur récurrents
- Ben Youssef Hattab : Mokrane
- Doudja Achachi : Dhahbia
- Fatiha Ouarrad : Kenza
- Lamia Boussekine :
- Sofia Medjber : Manal
- Tinhinane : (saison 2)
- Rania Siroti : Nassima (saison 2)
- Amina Beldjoudi : Safia
- Amel Ben Amra : (saison 2)
- Noura Babassa : Sonia (saison 1)
- Sonia : Houria (saison 1)
- Amel Mihoubi : Nassima (saison 1)
- Khaled Ben Waklil : Khaled (saison 2)
- Fouad Zahed : Fouad (saison 2)((saion 1))MATOUK AHMED si RACHID le Fils de Si TAHAR.

## Fiche technique
- Titre original : البذرة
- Titre français : El Badra
- Réalisation : Amar Tribeche (saison 1) Mohamed Hazerli (saison 2)
  - Assistant réalisateur : Yazid Ait Djoudi
- Scénario : Slimane Boubkeur
- Décors : Abdelkader Belghit
- Photographie : Mohamed Djeddar (saison 1) Akli Metref (saison 2)
- Musique : Kouider Bouziane et Houari Benchenet
- Script : Amna Essamet
- Casting : Nassima Amina Hennachi
- Ingénieur du son : Mohamed Lyazid Serhane (saison 1) Hamid Bouziane (saison 2)
  - Production exécutive : Mohamed Mahfoud Akacha
- Sociétés de production : Cia prod (saison 2)
- Société(s) de distribution : Télévision Algérienne (télévision - Algérie)
- Pays d'origine :  Algérie
- Langue originale : arabe
- Format : couleur - HDTV - son stéréo
- Genre : Dramatique
- Durée : 37 minutes
- MATOUK AHMED [si RACHID]fils de si TAHAR